# Cyrpoptus obtusus
Cyrpoptus obtusus är en insektsart som först beskrevs av Valdes Ragues 1910.  Cyrpoptus obtusus ingår i släktet Cyrpoptus och familjen lyktstritar. Inga underarter finns listade i Catalogue of Life.